# Jerònim de Rodes
Jerònim de Rodes (en llatí Hieronimus, en grec antic Ἱερώνυμος) fou un filòsof peripatètic grec (encara que Ciceró li qüestiona aquesta condició) deixeble d'Aristòtil i contemporani d'Arcesilau de Pítana, que va viure cap al final del segle iv aC i al segle III aC.
Segons Ciceró, que el menciona amb freqüència, el seu déu era l'alliberament del dolor i l'angoixa, i deia que el plaer no havia de ser buscat per si mateix. Hi ha cites d'algunes de les seves obres Περὶ μέθης i ἱστοπικὰ ὑπομνήματα o τὰ σποράδην ὑπομνήματα i de les seves cartes. Ciceró, quan parla del poeta Rufí que havia fet estudis sobre mètrica, parla d'aquest Jerònim i diu que havia escrit sobre metres i peus de la poesia.